# Piet Aalberse (1871-1948)
Petrus Josephus Mattheus (Piet) Aalberse (Leiden, 27 maart 1871 – Den Haag, 5 juli 1948) was een Nederlands rooms-katholiek politicus en jurist.

## Levensloop
Piet Aalberse was een zoon van banketbakker en winkelier Bartholomeus Hendricus Johannes Aalberse en diens vrouw Johanna Kerkvliet. Hij volgde het gymnasium in Katwijk aan den Rijn en studeerde aanvankelijk Nederlandse letteren aan de universiteit. Hij heeft van 1891 tot 1897 rechten gestudeerd in Leiden, en was tevens medeoprichter van de L.V.V.S. Augustinus, opgericht op 3 mei 1893. In 1897 promoveerde hij aan de Leidse universiteit op het proefschrift Oneerlijke concurrentie en hare bestrijding volgens het Nederlandsche recht.

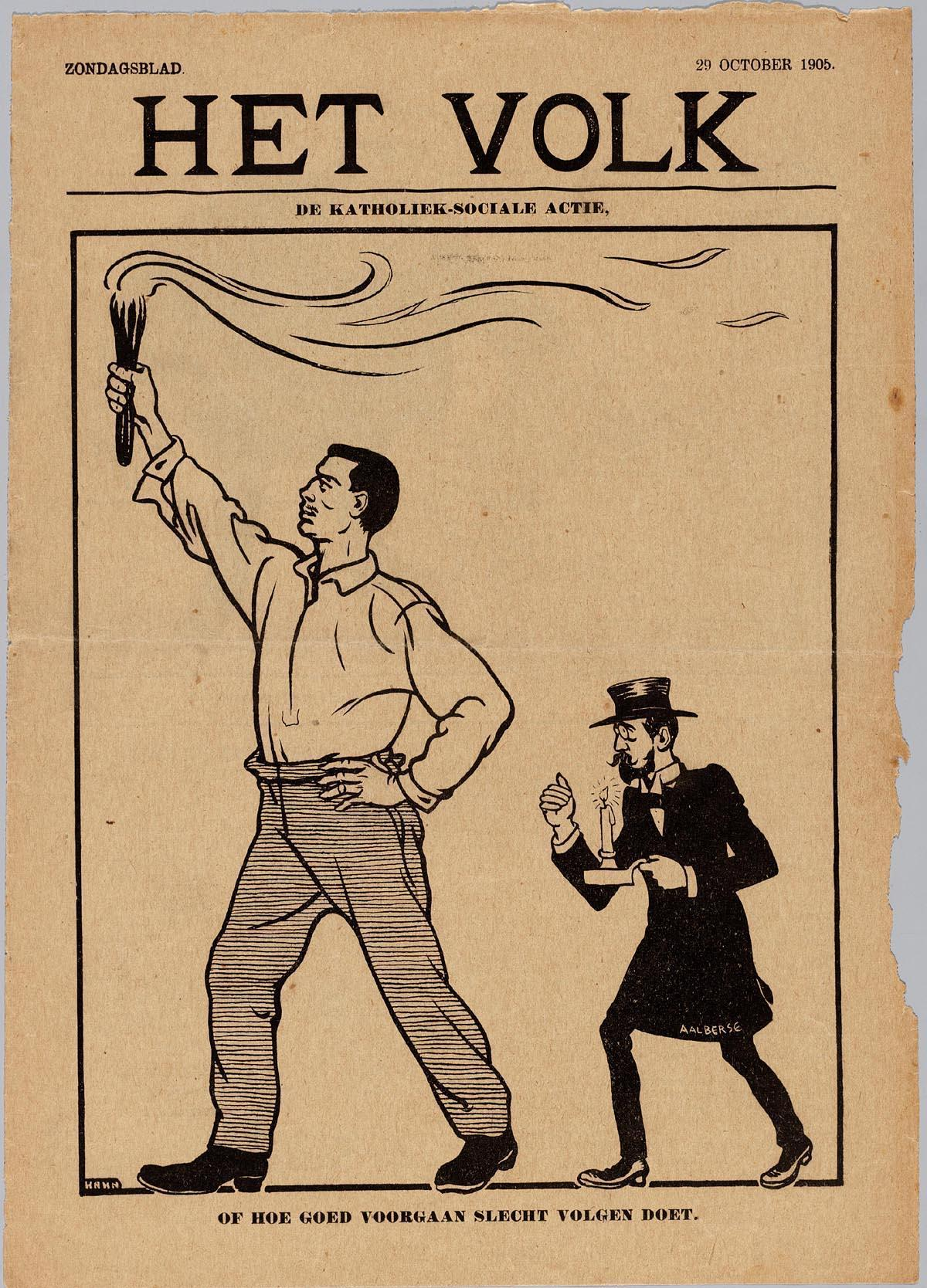
Spotprent van Albert Hahn in 1905, met de leider van de KSA (Piet Aalberse) rechts.

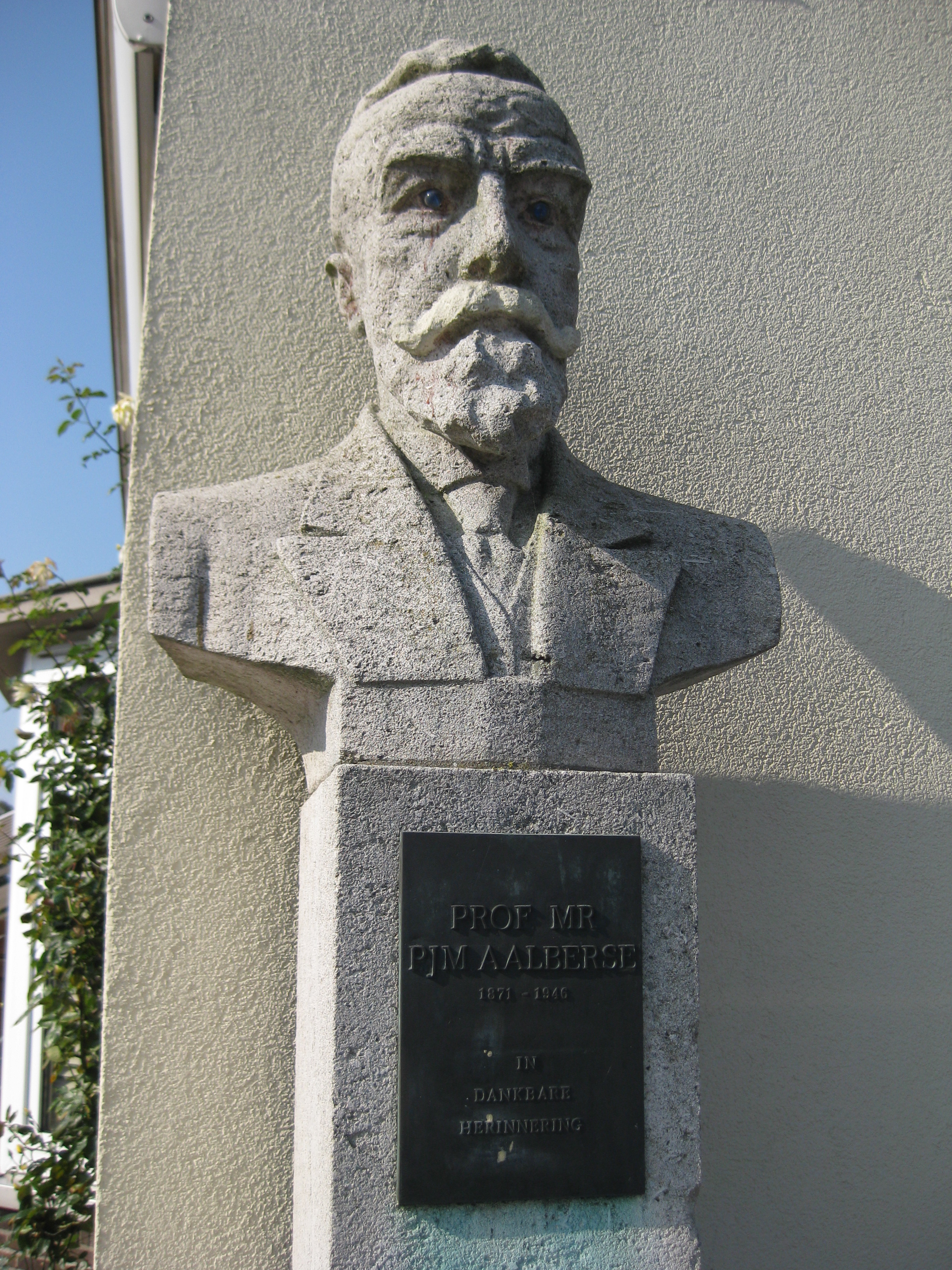
Borstbeeld van Aalberse door Cephas Stauthamer

In 1903 werd hij verkozen als lid van de Tweede Kamer namens de Algemeene Bond van RK-kiesverenigingen. Van 1905 tot 1918 gaf hij daarnaast leiding aan het Centraal Bureau van de Katholieke Sociale Actie (KSA) in Leiden. Hij was van 1916 tot 1918 ook hoogleraar aan de Technische Hogeschool te Delft.
Hij was minister van Arbeid in het eerste kabinet-Ruijs de Beerenbrouck (1918 tot 1922). Dit was het eerste kabinet dat een apart Ministerie van Arbeid kende, waarmee Aalberse dus ook de eerste minister van Arbeid was. In het tweede kabinet-Ruijs de Beerenbrouck (1922 tot 1925) was hij minister van Arbeid, Nijverheid en Handel. Na zijn ministerschap keerde hij weer terug in de Tweede Kamer.
Gedurende de crisisjaren voor de Tweede Wereldoorlog was hij partijleider van de RKSP als achtereenvolgens secretaris, fractieleider en voorzitter van de Roomsch-Katholieke Staatspartij. Hij stond kritisch tegenover het beleid van Hendrik Colijn, dat alle heil zag in de "gave gulden". In juli 1935 zette hij de premier voor het blok: ofwel devalueren ofwel een consequente deflatiepolitiek. Er ontstond een kabinetscrisis, en Aalberse werd formateur. Hij wilde graag de sociaaldemocratische SDAP in de regering halen, maar hij was gebonden aan de voorwaarden die nog door Nolens waren geformuleerd. Een daarvan was, dat een derde partij noodzakelijk was in zo'n coalitie, en die was niet te vinden. Aalberse gaf zijn opdracht terug, en het kabinet-Colijn werd gereconstrueerd. In 1935 werd hij benoemd tot minister van staat.
Aalberse was een jaar lang voorzitter van de Tweede Kamer vanaf 1936, waarna hij lid werd van de Raad van State. Dat lidmaatschap duurde tot een jaar voor zijn dood.
Toen in december 1945 de RKSP overging in de Katholieke Volkspartij (KVP) werd hij daar lid van.
Aalberse was de eerste minister van Arbeid in Nederland. Onder zijn bewind kwam de Arbeidswet van 1919 tot stand, die de arbeidsduur van werknemers regelde. In 1920 werd hij de eerste voorzitter van de Hoge Raad van Arbeid, de voorloper van de Sociaal-Economische Raad (SER) en van 1937 tot 1944 voorzitter van de Mijnraad. Als dank daarvoor ontwierp en maakte kunstenaar Cephas Stauthamer een borstbeeld van hem, dat al tijdens zijn leven onthuld werd in de Amsterdamse wijk Tuindorp Oostzaan. In 1953 vernoemde Amsterdam vervolgens nog een straat naar hem.
Hij was lid van de "Raad der Vereniging" van De Nederlandsche Padvinders.

## Persoonlijk leven
Hij trouwde op 21 juli 1898 te Leiden met Elisabeth Joanna Maria Schmier. Zij kregen zeven dochters en een zoon, Piet Aalberse jr., die in de jaren zestig voor de KVP plaatsnam in de Tweede Kamer. Hoogleraar Klaas Landsman is een achterkleinkind van hen.

## Wetenswaardigheden
- Hij was wethouder van Leiden
- Van 1925 tot 1928 was hij hoofdredacteur van Het Centrum
- Hij woonde aan de Johan van Oldenbarneveltlaan 82 in Den Haag

## Geschriften
- Sociale studiën (1905-1912)
- Politieke studiën. Eerste reeks (1906)
- Politieke studiën (1906-1909)
- Sociale studiën. Tweede reeks (1907)
- Sociale studiën. Derde reeks (1909)
- Politieke en sociale studiën (1909-1924)
- Politieke en sociale studiën. Vierde reeks (1910)
- Politieke en sociale studiën. Vijfde reeks (1912)
- Politieke en sociale studiën. Zesde reeks (1913)

- Biografisch Portaal: 64948611
- Digitale Bibliotheek voor de Nederlandse Letteren: aalb005
- Gemeinsame Normdatei: 119115751
- International Standard Name Identifier: 0000 0000 2220 6078
- Library of Congress Control Number: n00139829
- Nederlandse Thesaurus van Auteursnamen: 069326045
- Parlement.com: vg09lkx73twb
- Istituto Centrale per il Catalogo Unico: RMGV117644
- Système universitaire de documentation: 254836062
- Virtual International Authority File: 8190603
- WorldCat: E39PBJqQyRGtxXDRM99RgK9Yyd